# Mahajangasuchus
Mahajangasuchus is een geslacht van uitgestorven Crocodylomorpha. Hij was, anders dan de moderne nijlkrokodil, een landkrokodil. Anders dan zijn verwanten Uberabasuchus, Montealtosuchus en Peirosaurus voelde hij zich ook in het water thuis. Hij was een geduchte carnivoor die dinosauriërs het water in sleurde of achter ze aan rende op het land. In vergelijking tot moderne krokodilachtigen had Mahajangasuchus lange en gespierde poten. Het was een vrij grote soort die zich ook voedde met andere krokodillen.

## Ecologie
Mahajangasuchus leefde in Madagaskar in het Laat-Krijt samen met andere krokodilachtigen als de kleinere Araripesuchus, Simosuchus en Trematochampsa en dinosauriërs als Rahonavis, Majungasaurus, Masiakasaurus en Rapetosaurus. In de buurt zijn ook de uitgestorven slangen Kelyophis en Madtsoia gevonden, die dateren uit dezelfde lagen.

## Fylogenie
De classificatie van Mahajangasuchus is omstreden. Hij is in verschillende families van verwante krokodilachtigen geplaatst waaronder de Peirosauridae en de Trematochampsidae. Uiteindelijk is hij samen met Kaprosuchus in de familie der Mahajangasuchidae geplaatst.